# Akonsaari (ö i Södra Savolax, Pieksämäki, lat 62,14, long 27,94)
Akonsaari är en ö i Finland. Den ligger i sjön Haukivesi och i kommunen Jorois i den ekonomiska regionen  Pieksämäki ekonomiska region  och landskapet Södra Savolax, i den södra delen av landet, 270 km nordost om huvudstaden Helsingfors. Öns area är 3,5 hektar och dess största längd är 460 meter i sydöst-nordvästlig riktning.